# اللغة التركية العثمانية

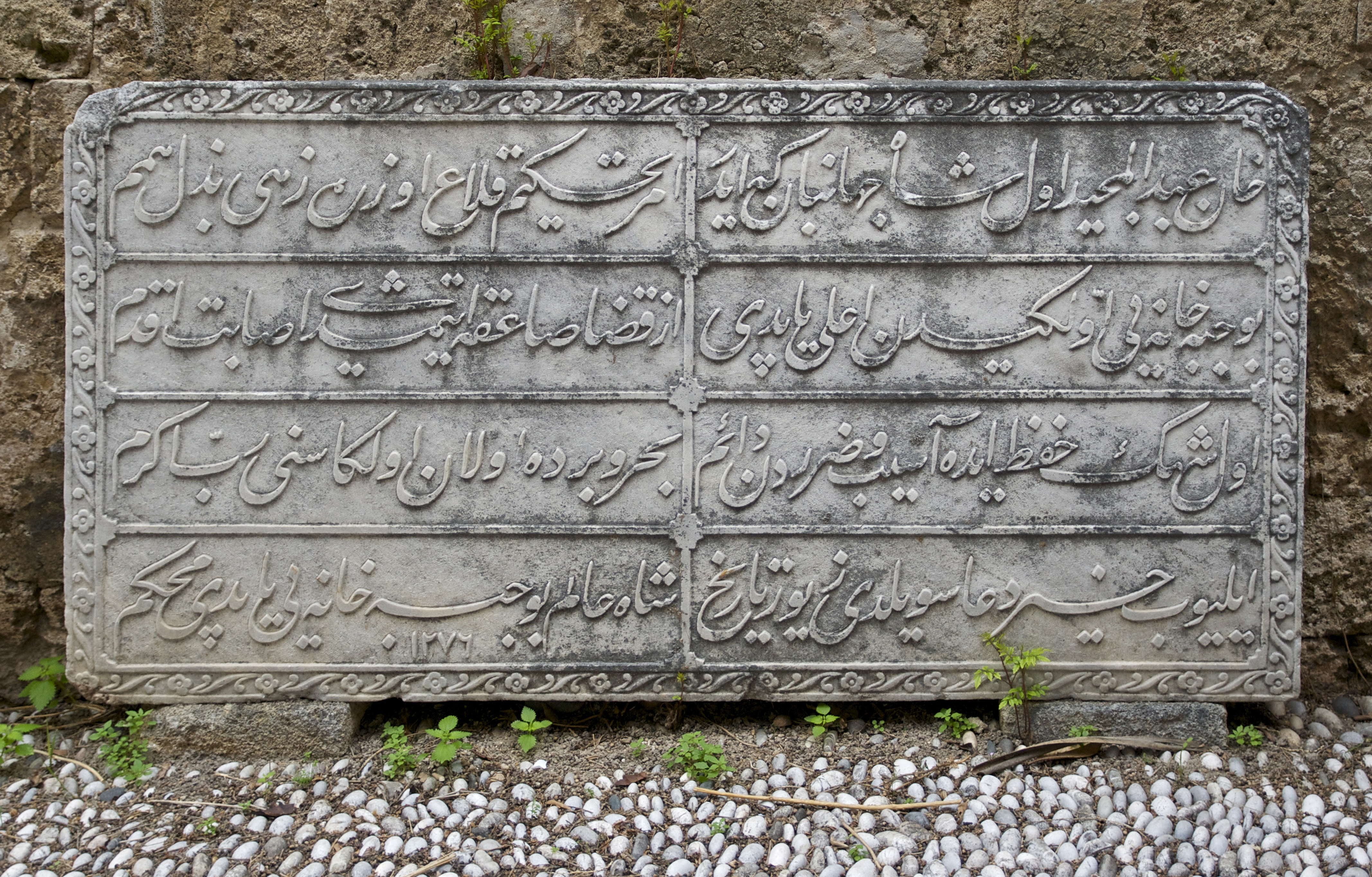
شاهد في المقبرة العثمانية بجزيرة رودس اليونانية

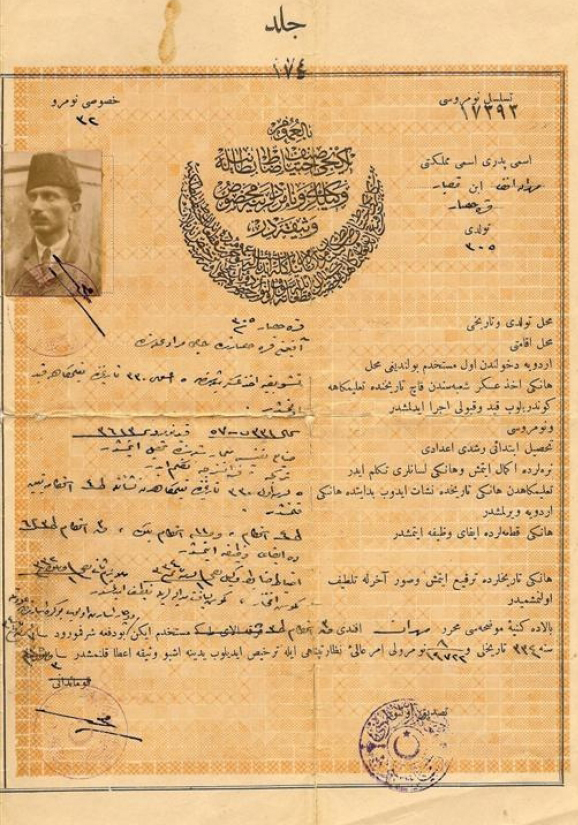
سجل عسكري للأرمني مهران مسروبيان

اللغة التركية العثمانية (لسانِ عثمانِی) نوع من اللغة التركية التي كانت تستخدم على النحو الإداري واللغة الأدبية للدولة العثمانية، وهي تتضمن الاقتراض على نطاق واسع من اللغة العربية بالإضافة إلى الفارسية وكُتبت بديلًا عن الكتابة العربيّة. وقد تأثّرت اللغة التركية الحديثة إلى حدّ كبير باللغة العثمانية التركية القديمة.

## القواعد

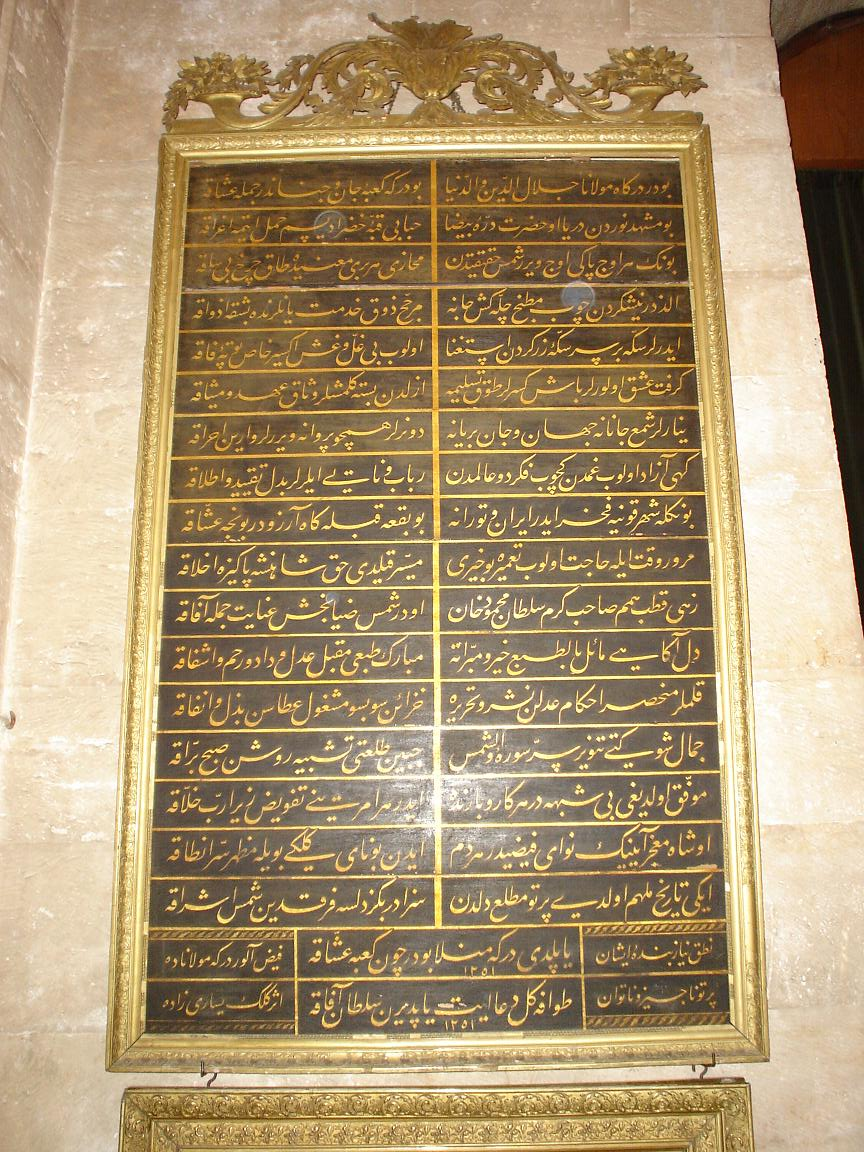
قصيدة عن جلال الدين الرومي بالتركية العثمانية.

### الحالات
- رفع ومعرفة النصب): -∅, no suffix. گول göl 'the lake' 'a lake', چوربه çorba 'soup', گیجه gece 'night'; طاوشان گترمش ṭavşan getirmiş 'he/she brought a rabbit'.
- إضافة: suffix ڭ/نڭ –(n)ıñ, –(n)iñ, –(n)uñ, –(n)üñ. پاشانڭ paşanıñ 'of the pasha'; كتابڭ kitabıñ 'of the book'.
- معرفة النصب: suffix ى –ı, -i: طاوشانى گترمش ṭavşanı getürmiş 'he/she brought the rabbit'. The variant suffix –u, –ü does not occur in Ottoman Turkish orthography unlike in Modern Turkish, although it's pronounced with the vowel harmony. Thus, كولى göli 'the lake' vs. Modern Turkish gölü.[4]
- مفعولية غير مباشرة:
- Locative: suffix ده –de, –da: مكتبده mektebde 'at school', قفصده ḳafeṣde 'in (the/a) cage', باشده başda 'at a/the start', شهرده şehirde 'in town'. The variant suffix used in Modern Turkish –te, –ta does not occur.
- حالة الاجتثاث:
- Instrumental: suffix or postposition ايله ile. Generally not counted as a grammatical case in modern grammars.

### الأفعال
يكون اقتران الفعل المنظر كما يلي:
| فرد | صيغة المفرد | جمع      |
| --- | ----------- | -------- |
| 1   | -irim       | -iriz    |
| 2   | -irsiŋ      | -irsiŋiz |
| 3   | -ir         | -irler   |

## بنية
تأثر اللسان العثماني تأثرًا كبيرًا بالعربية والفارسية. بلغت الكلمات العربية والفارسية في اللغة نسبة تصل إلى 88 ٪ من مفرداتها. كما هو الحال في معظم اللغات التركية الأخرى والأجنبية الأخرى في المجتمعات الإسلامية، لم تكن القروض العربية في الأصل نتيجة تعرض مباشر للعثمانية التركية للعربية، وهي حقيقة يتجلى فيها التحوّل الفونولوجي الفارسي للكلمات ذات الأصل العربي.
علاوة على ذلك، يشير الحفاظ على السمات الصوتية القديمة للقروض العربية إلى أن اللغة الفارسية المدمجة باللغة العربية قد تم استيعابها في اللغة التركية قبل العثمانية في مرحلة مبكرة، عندما كان المتحدثون لا يزالون موجودين في شمال شرق بلاد فارس، قبل الهجرة إلى الغرب القبائل التركية الإسلامية. ومن الحجج الإضافية لذلك أن التركي العثماني يشترك في الطابع الفارسي لقراراته العربية مع اللغات التركية الأخرى التي كان لها تفاعل أقل مع العربية، مثل التتار والأيغور. منذ العصور الأولى للإمبراطورية العثمانية، كانت نسبة الاقتراض من العربية والفارسية وفيرة إلى حد أن الكلمات التركية الأصلية يصعب العثور عليها. في العثمانيين، قد يجد المرء مقاطع كاملة باللغة العربية والفارسية مدمجة في النص. ومع ذلك، لم يكن الأمر مجرد إقراض واسع للكلمات، ولكن مع الكثير من النظم النحوية للغة الفارسية والعربية.
تأثرت اللغة التركية العثمانية بشدة باللغتين العربية والفارسية. شكلت الكلمات العربية والفارسية في اللغة ما يصل إلى 88٪ من مفرداتها. كما هو الحال في معظم اللغات التركية واللغات الأجنبية الأخرى للمجتمعات الإسلامية، تم استعارة الاقتراضات العربية من خلال الفارسية، وليس من خلال التعرض المباشر للتركية العثمانية إلى العربية، وهي حقيقة يتضح من التحول الصوتي الفارسي النموذجي للكلمات ذات الأصل العربي.
علاوة على ذلك، يشير الحفاظ على السمات الصوتية القديمة للاقتراضات العربية إلى أن اللغة الفارسية المدمجة بالعربية قد تم استيعابها في اللغة التركية قبل العثمانية في مرحلة مبكرة، عندما كان المتحدثون لا يزالون موجودين في الشمال الشرقي من بلاد فارس، قبل هجرة الغرب من بلاد فارس. القبائل التركية الإسلامية. هناك حجة إضافية على ذلك وهي أن التركية العثمانية تشترك في الطابع الفارسي لقروضها العربية مع اللغات التركية الأخرى التي كان لها تفاعل أقل مع اللغة العربية، مثل التتار والبشكير والأويغور. منذ العصور الأولى للإمبراطورية العثمانية، كانت الاقتباسات من العربية والفارسية وفيرة لدرجة أنه كان من الصعب العثور على الكلمات التركية الأصلية. في العهد العثماني، يمكن للمرء أن يجد فقرات كاملة باللغتين العربية والفارسية مدمجة في النص. ومع ذلك، لم يكن ذلك مجرد إقراض مكثف للكلمات، ولكن إلى جانبها الكثير من النظم النحوية للفارسية والعربية.
بالمعنى الاجتماعي والعملي، كانت هناك (على الأقل) ثلاثة أنواع مختلفة من التركية العثمانية:
- Fasih Türkçe (التركية الفصيحة): لغة الشعر والإدارة، والتركية العثمانية بمعناها الدقيق؛
- Orta Türkçe (اللغة التركية الوسطى): لغة الطبقات العليا والتجارة؛
- Kaba Türkçe (التركية الخام): لغة الطبقات الدنيا.

يمكن لأي شخص استخدام كل من الأصناف المذكورة أعلاه لأغراض مختلفة، حيث يكون متغير fasih هو الأكثر استخدامًا مع الكلمات العربية والفارسية وأقلها kaba. على سبيل المثال، قد يستخدم الناسخ الأصل العربي (عسل) للإشارة إلى العسل عند كتابة مستند، ولكنه سيستخدم الكلمة التركية الأصلية بال عند شرائه.

## الحروف
| الحرف | في أول الكلمة | في وسط الكلمة | في آخر الكلمة | الاسم         | اللغة التركية       |  |
| ----- | ------------- | ------------- | ------------- | ------------- | ------------------- |  |
| ا     | ا             | ا / ـا        | ا / ـا        | الف           | a, â                |  |
| ء     | —             | —             | —             | همزة          |                     |  |
| ب     | بـ            | ـبـ           | ـب            | بي            | b, p                |  |
| پ     | پـ            | ـپـ           | ـپ            | بي            | p                   |  |
| ت     | تـ            | ـتـ           | ـت            | تي            | t                   |  |
| ث     | ثـ            | ـثـ           | ـث            | ثي            | s                   |  |
| ج     | جـ            | ـجـ           | ـج            | جيم           | c, ç                |  |
| چ     | چـ            | ـچـ           | ـچ            | çim           | ç                   |  |
| ح     | حـ            | ـحـ           | ـح            | حا            | ḥ                   |  |
| خ     | خـ            | ـخـ           | ـخ            | خي            | ẖ                   |  |
| د     | د             | ـد            | ـد            | دال           | d                   |  |
| ذ     | ذ             | ـذ            | ـذ            | دال (معجمة)   | z                   |  |
| ر     | ر             | ـر            | ـر            | ري            | r                   |  |
| ز     | ز             | ـز            | ـز            | زي            | z                   |  |
| ژ     | ژ             | ـژ            | ـژ            | جو            | j                   |  |
| س     | سـ            | ـسـ           | ـس            | سين           | s                   |  |
| ش     | شـ            | ـشـ           | ـش            | شين           | ş                   |  |
| ص     | صـ            | ـصـ           | ـص            | صاد           | ṣ                   |  |
| ض     | ضـ            | ـضـ           | ـض            | ضاد           | ż, ḍ                |  |
| ط     | طـ            | ـطـ           | ـط            | طي            | ṭ                   |  |
| ظ     | ظـ            | ـظـ           | ـظ            | ظي            | ẓ                   |  |
| ع     | عـ            | ـعـ           | ـع            | عين           | ʿ                   |  |
| غ     | غـ            | ـغـ           | ـغ            | غين           | ġ                   |  |
| ف     | فـ            | ـفـ           | ـف            | في            | f                   |  |
| ق     | قـ            | ـقـ           | ـق            | قاف           | ḳ                   |  |
| ك     | كـ            | ـكـ           | ـك            | كاف           | k, g, ñ             |  |
| گ     | گـ            | ـگـ           | ـگ            | جاف¹          | g                   |  |
| ڭ     | ڭـ            | ـڭـ           | ـڭ            | نيف صغير كاف، | ñ                   |  |
| ل     | لـ            | ـلـ           | ـل            | لام           | l                   |  |
| م     | مـ            | ـمـ           | ـم            | ميم           | m                   |  |
| ن     | نـ            | ـنـ           | ـن            | نون           | n                   |  |
| و     | و             | ـو            | ـو            | واو           | v, o, ô, ö, u, û, ü |  |
| ه     | هـ            | ـهـ           | ـه            | هي            | h, e, a             |  |
| لا    | لا            | ـلا           | ـلا           | لامالف        | lâ                  |  |
| ى     | يـ            | ـيـ           | ـى            | يي            | y, ı, i, î          |  |

## الأرقام
1بر (bir)
2ايكي (iki)
3اوچ (üç)
4درت (dört)
5بش (beş)
6التی (altı)
7يدي (yedi)
8سكز (sekiz)
9طقوز (dokuz)
10اون (on)

## اللغة التركية واللغة العثمانية
اللغة التركية هي اللغة الرسمية المعتمدة من قبل دولة «الجمهورية التركية»، وهي اللغة المكتوبة والمقروءة من قبل مواطني الجمهورية التركية، وهذه اللغة المستخدمة في تركيا ليست هي اللغة التركية الوحيدة، إذ أن هناك العديد من اللغات التركية المختلفة والمستخدمة من قبل الشعوب ذات الأصول التركية المنتشرة في آسيا الصغرى وفي الدول المستقلة عن الاتحاد السوڤيتي الأسبق، مثل «أذربيجان»، و«أوزبكستان»، و«تركمنستان»، و«قيرقيزيا» وغيرها من الدول والمناطق الممتدة بين تركيا والصين، وهي لغات تختلف عن بعضها البعض تقاربا أو تباعدًا إلى حد كبير.
أما اللغة العثمانية فتسمى اصطلاحًا باللغة التركية القديمة لغلبة اللغة التركية عليها، وهي اللغة الرسمية التي كانت معتمدة لدى دولة «الدولة العثمانية» جنبًا إلى جنب مع اللغة العربية، وهي لغة مختلطة تجمع كمًا هائلا من المفردات العربية والتركية والفارسية، وتُكتب بأبجدية عربية مع بعض التعديلات على أشكال بعض الأحرف، وبعض القواعد التي تَحكم قراءة تلك الأحرف بطرق مختلفة في الأماكن المختلفة.
فالأبجدية ليست هي الفارق الوحيد بين اللغتين العثمانية والتركية، واللغة التركية ليست هي اللغة العثمانية مكتوبة بأحرف لاتينية، كما أن اللغة العثمانية ليست هي اللغة التركية بأحرف عربية، وبالتالي فلا يمكننا اعتبارهما وجهين لعملة واحدة، ولا يمكن لمترجم اللغة التركية أن يتمكن من ترجمة اللغة العثمانية بمجرد تعلمه للأبجدية العربية أو العثمانية، إذ لا بد له من الإلمام بالكثير من المفردات العربية والفارسية التي قد يختلف استخدامها في العثمانية قليلًا أو كثيرًا عن استخدامها في اللغتين العربية والفارسية.
أضف إلى ذلك أن الجمهورية التركية الحديثة بذلت منذ تأسيسها جهودًا مكثفة في سبيل تتريك اللغة العثمانية، وذلك بتنقيتها بشكل تدريجي من المفردات غير التركية، مع تطعيمها بشكل تدريجي أيضًا بالمفردات من اللغات الأوروبية والغربية الأخرى.
وقد نتج عن جهود التتريك المنظمة والمكثفة والمستمرة تلك أن أصبح هناك لغتان مختلفتان لغة عثمانية وأخرى تركية، وتم بذلك وضع حاجز لغوي بين الشعب التركي وتراثه العثماني الإسلامي، بل إن الاستمرار المكثف والنشط والمستمر لعملية تتريك اللغة وتنقيتها أو تغريبها قد أسفر عن خلق حواجز إضافية غير متوقعة بين الأجيال التركية المختلفة أيضًا، وأدى إلى خلق بعض الصعوبات في التفاهم اللغوي بين الأجداد والآباء والأبناء.[بحاجة لمصدر]

## روابط خارجية
- كتاب تعليمات اللغة العثمانية بالانجليزية.
- اللغة العثمانية في ويكي مصدر
- قواميس تركية على مشروع الدليل المفتوح
- اللغة التركية على مشروع الدليل المفتوح
- مشروع أرشيف النص العثماني
- اللغة التركية العثمانية: مصادر - جامعة ميشيغان
- نصوص اللغة التركية العثمانية
- القاموس العثماني-التركي-الإنجليزي المفتوح
- العثماني<>القاموس التركي - جامعة باموكالي يمكنك الاستخدام؟ بدلًا من حرف غير معروف. يوفر نتائج من القواميس العربية والفارسية أيضًا.
- العثماني<>القاموس التركي – ihya.org